# Prvić Šepurine
Prvić Šepurine (řidčeji Šepurina) je vesnice a přímořské letovisko v Chorvatsku v Šibenicko-kninské župě, spadající pod opčinu města Vodice. Nachází se na severní straně ostrova Prvić, leží u západního i u východního pobřeží. Počet obyvatel od roku 1921 (kdy zde žilo 1 750 lidí) extrémně poklesl, vesnice přišla o 85,43 % obyvatelstva. V roce 2021 zde žilo 255 obyvatel.
Ve vesnici se nacházejí dva kostely – kostel svaté Heleny a kostel Nanebevzetí Panny Marie. Rovněž se zde nachází letohrádek slavné rodiny Vrančićů. Naproti na východní straně leží vesnice Srima, na západní straně poté ostrovy Tijat a Logorun. Prvić Šepurine je trajektově spojeno s městem Vodice a ostrovem Zlarin. Přístav se nachází u zátoky Luka Šepurine, další zátoky jsou Perolin gat a Trstevica. Je zde velké množství oblázkových a kamenitých pláží.
Obyvatelé se v minulosti zabývali zemědělstvím a chovem dobytka, podmínky pro tuto činnost na ostrově Prvić však nebyly přívětivé, proto obdělávali půdu na pevnině a dobytek odvezli na sousední neobydlené ostrovy Tijat a Zmajan. Dnes se obyvatelstvo zabývá především cestovním ruchem, pěstováním oliv, vinařstvím a rybolovem.